# Ciobănița
Ciobănița (antiguamente Agemler) es una localidad rumana de la comuna de Mereni, en el condado de Constanța.

## Toponimia
El antiguo nombre del lugar puede encontrarse escrito con grafías como Agemler y Acemler. Pasó a llamarse Ciobănița.

## Historia
Hacia finales del siglo XIX, la localidad, que ya por entonces pertenecía al condado de Constanța, formaba parte de la comuna homónima de Agemler, de la cual era capital, y tenía contabilizada una población, compuesta de búlgaros y turcos, de 206 habitantes.
En la segunda mitad del siglo XX la localidad había pasado a formar parte de la comuna de Mereni. En el censo de 2021 la localidad tenía una población de 272 habitantes.